# Kale, Çamlıhemşin
Kale là một xã thuộc huyện Çamlıhemşin, tỉnh Rize, Thổ Nhĩ Kỳ. Dân số thời điểm năm 2010 là 57 người.